# Ster ZLM Toer 2016
Die 30. Ster ZLM Toer 2016 war ein Straßenradrennen in den Niederlanden und in Belgien. Das Etappenrennen fand vom 15. bis zum 19. Juni 2016 statt und gehörte  zur UCI Europe Tour 2016 in der Kategorie 2.1.

## Teilnehmende Mannschaften
| WorldTeams (7)- BMC Racing Team - Cannondale - Etixx-Quick Step - Giant-Alpecin - IAM Cycling - Lotto NL-Jumbo - Lotto-Soudal Professional Continental Teams (6)- Cofidis, Solutions Crédits - Drapac - Roompot-Oranje Peloton - Topsport Vlaanderen-Baloise - Wanty-Groupe Gobert - Wilier Triestina-Southeast Continental Teams (9)- Baby-Dump - Crelan-Vastgoedservice - Jo Piels - Join-S-De Rijke - Team3M - Metec-TKH-Mantel - Parkhotel Valkenburg Continental - Rabobank Development - Verandas Willems |
| |

## Wertungstrikots
| Etappe         | Etappensieger     | Gesamtwertung | Punktewertung     | Bergwertung        | Sprintwertung   | Teamwertung         |
| -------------- | ----------------- | ------------- | ----------------- | ------------------ | --------------- | ------------------- |
| 1              | Jos van Emden     | Jos van Emden | Jos van Emden     | nicht vergeben     | nicht vergeben  | Team Lotto NL-Jumbo |
| 2              | Wesley Kreder     | Jos van Emden | Jos van Emden     | Twan van den Brand | Merijn Korevaar | Team Lotto NL-Jumbo |
| 3              | Dylan Groenewegen | Sean De Bie   | Dylan Groenewegen | Twan van den Brand | Peter Lenderink | Team Lotto NL-Jumbo |
| 4              | Sep Vanmarcke     | Sep Vanmarcke | Sean De Bie       | Jimmy Janssens     | Peter Lenderink | Team Lotto NL-Jumbo |
| 5              | Wim Stroetinga    | Sep Vanmarcke | Dylan Groenewegen | Jimmy Janssens     | Peter Lenderink | Team Lotto NL-Jumbo |
| Wertungssieger | Wertungssieger    | Sep Vanmarcke | Dylan Groenewegen | Jimmy Janssens     | Peter Lenderink | Team Lotto NL-Jumbo |